# Mar Nero
Il Mar Nero (in ucraino Чорне море?, Čorne more; in russo Чёрное море?, Čërnoe more; in bulgaro Черно море?, Černo more; in romeno Marea Neagră; in turco Karadeniz; in georgiano შავი ზღვა?, Shavi zghva) o, più raramente, Mare Pontico (in greco antico: Πόντος Εὔξεινος?, Póntos Éuxeinos) è un mare interno situato tra l'Europa sud-orientale e l'Asia minore, collegato al Mar d'Azov tramite lo stretto di Kerč' e al Mare di Marmara (che a sua volta, tramite lo stretto dei Dardanelli, è collegato al mar Egeo, che fa parte del Mediterraneo) tramite lo stretto del Bosforo.

## Etimologia
Il Mar Nero era chiamato dai greci Πόντος Εὔξεινος, Póntos Éuxeinos, in italiano Ponto Eusino, ossia "mare ospitale"; il termine più antico, tuttavia, era Πόντος Ἄξεινος, Póntos Áxeinos, cioè "mare inospitale", e, in tempi precedenti all'epoca classica, il nome originario era stato modificato per motivi apotropaici. L'etimologia di ἄξεινος è discussa: è possibile che sia un adattamento del nome scitico assimilabile all'aggettivo avestico akhshaēna "oscuro", "nero", assonante alla parola greca che oggi conosciamo.
Mentre nella tradizione toponomastica italiana il Mar Nero veniva denominato, in epoca medievale e rinascimentale, Mare Maggiore, venne chiamato Svartahaf ("mare nero", appunto) già nell'opera cosmografica Heimskringla dell'islandese Snorri Sturluson nel XIII secolo, il che depone evidentemente a favore di un uso anche medievale di questa denominazione.
La denominazione moderna, tuttavia, è arrivata in Europa tramite la lingua turca: in turco il Mar Nero si chiama Kara Deniz ("mare nero"), mentre il mar Mediterraneo si chiama Ak Deniz ("mare bianco"). Secondo una tradizione uralo-altaica che si è conservata anche tra le popolazioni giunte nel continente americano attraverso lo stretto di Bering, i punti cardinali sono caratterizzati da quattro colori: nord-nero, est-dorato, ovest-rosso, sud-bianco. I nomi Kara Deniz e Ak Deniz nascono quindi per indicare "mare del nord" e "mare del sud" visti in relazione alla penisola anatolica. Tramite la sua traduzione in francese (Mer Noire), il nome si è diffuso in tutta Europa nel corso del XVII e del XVIII secolo e si è imposto, nelle rispettive traduzioni, in quasi tutte le lingue moderne.

## Descrizione
La sua superficie è pari a circa 436400 km² (escludendo il Mar d'Azov) con una salinità pari a circa il 17‰ (poco meno della metà della salinità media del Mar Mediterraneo): in profondità, oltre i 150 m, questo valore aumenta drasticamente. Il punto più profondo si trova a 2 212 m, mentre nel centro la profondità è di circa 1 830 m. I flussi di acqua in ingresso, attraverso il Bosforo, sono di circa 200 km³ (200 miliardi di metri cubi) all'anno. Il suo bacino imbrifero è molto ampio (2 milioni di km²); dalle aree circostanti riceve acque dolci per un totale di circa 320 km³ all'anno. I fiumi più importanti che vi sfociano sono il Danubio, il Dnepr, il Rioni, il Kizilirmark e il Buh Meridionale.

### Caratteristiche fisiche
Il Mar Nero riceve circa 350 km³ l'anno di acque dolci da parte dei grandi fiumi europei sopra citati e ulteriori circa 300 km³ per le precipitazioni, contro circa 350 km³ di evaporazione. Questo determina un attivo di 300 km³ di acqua dolce, che in parte si riversa nel mar Mediterraneo attraverso il Bosforo. Misurazioni eseguite attraverso satelliti geostazionari descrivono un sovraslivellamento del Mar Nero rispetto al Mar di Marmara dai 30 ai 50 cm, intervallo dato non dalle maree ma dalle variazioni stagionali della portata dei fiumi. Dal Bosforo entra nel Mar Nero l'acqua salata del Mediterraneo, che, essendo più densa e pesante, non si mescola con lo strato superficiale di 100–130 m di acqua salmastra. 
Al di sotto di tale interfaccia (picnoclino), vi è un ambiente sostanzialmente deserto, il più grande sistema marino anossico: in assenza di una corrente diretta dalla superficie in profondità e viceversa, non vi è ricambio di ossigeno. Inoltre, il decadimento nelle profondità di materia organica aumenta l'anossia poiché alcuni microrganismi estremofili riescono a vivere consumando, al posto dell'ossigeno, il solfato e rilasciando come scarto solfuro di idrogeno (H2S) e diossido di carbonio (CO2). Per contro la scarsissima presenza di microrganismi e di ossigeno ha permesso a svariate spedizioni di alta profondità di recuperare manufatti e scafi di navi risalenti a migliaia di anni fa.

### Fiumi e canali navigabili
Dal Bosforo si accede al mar Mediterraneo e, attraverso lo stretto di Kerč, al Mar d'Azov. Tramite canali è assicurato l'accesso ai fiumi Don e Volga, al mar Caspio, al mar Baltico e al mar Bianco, nonché, tramite il Danubio e il Canale Reno-Meno-Danubio, al Mare del Nord.

### Isole

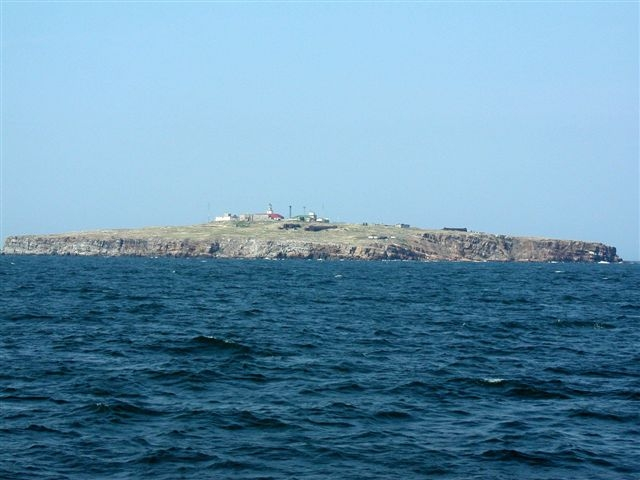
Isola dei Serpenti

Nonostante le rispettabili dimensioni, il bacino pontico è particolarmente povero di isole. Ricordiamo l'isola di Sant'Anastasia, l'isola di San Cirillo, l'isola di Sant'Ivan, l'isola di San Tommaso, l'isola di Peuce, l'isola di Sacalinu Mare, l'isola di Sacalinu Mic e l'isola dei Serpenti. Sono tutte di dimensioni modeste e le prime quattro appartengono alla Bulgaria, le successive tre alla Romania e l'ultima all'Ucraina, ma rivendicata dallo Stato rumeno.
In territorio turco sono l'Isola di Kefken, l'Isola di Oreke e l'Isola di Giresun, a differenza delle prime citate, che sono europee, queste ultime si trovano in Asia.

### Clima
Le variazioni climatiche nella regione pontica sono influenzate dall'Oscillazione Nord Atlantica; il clima è tendenzialmente atlantico.

### Origini

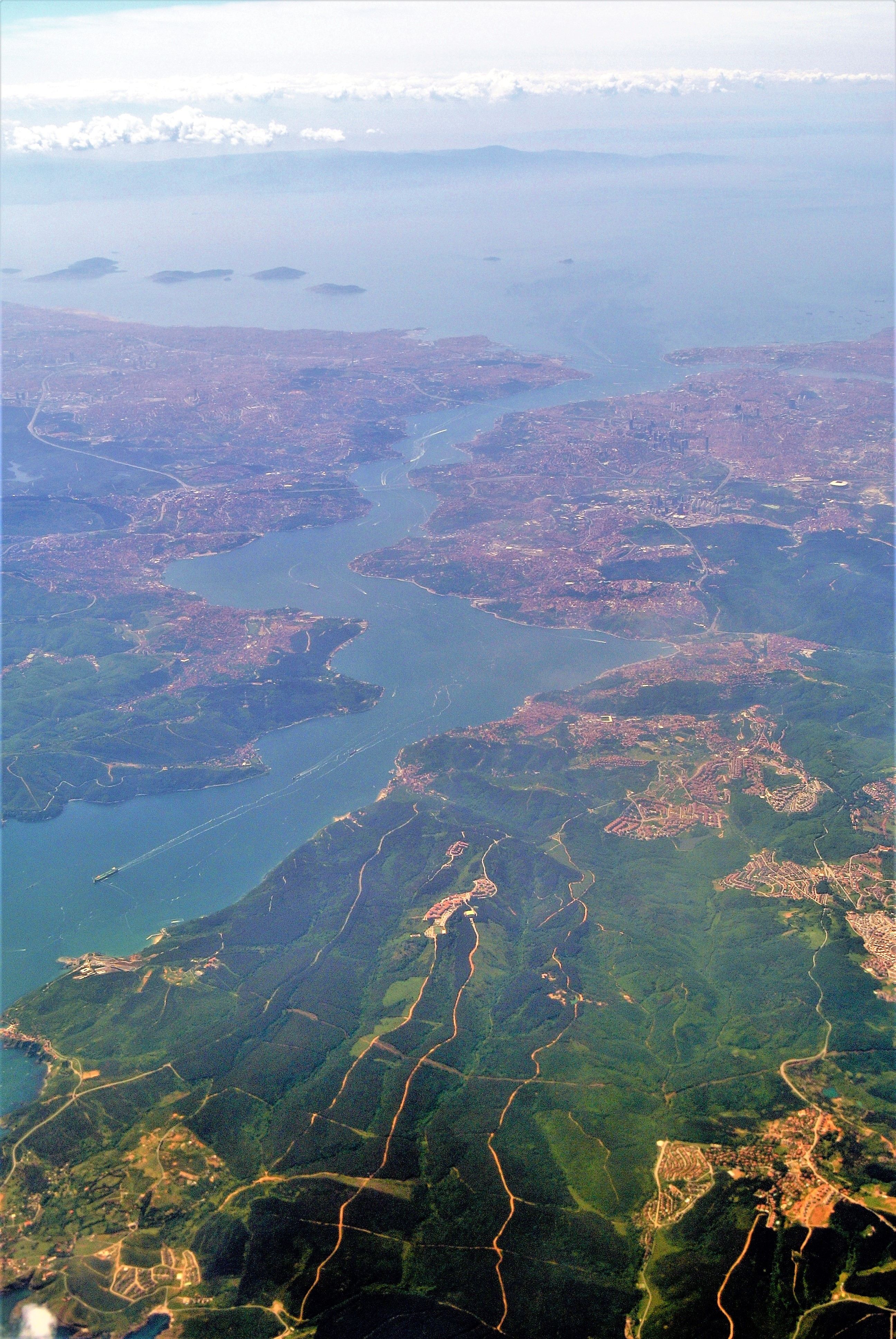
Bosforo

Il Mar Nero si è generato dal Mare Sarmatico o Paratetide, anticamente situato a est del Mediterraneo; una volta creatasi una separazione tra questi due enormi specchi d'acqua, la Paratetide restò senza sbocco verso gli oceani e cominciò a regredire fino al punto di dividersi in tre mari minori separati tra di loro: il Mar Nero, il mar Caspio e il lago d'Aral, tutti e tre caratterizzati dalla comune tendenza a rimpicciolirsi, seppure a fasi alterne, a causa dell'evaporazione; mentre, però, il livello del Mar Nero risalì circa ottomila anni fa a partire dal momento della ritrovata connessione con il Mediterraneo, il Caspio rimaneva un mare chiuso e continuò la tendenza al declino; oggi, quindi, il suo livello è notevolmente inferiore a quello del Mar Nero, che, in seguito all'apertura naturale formatasi presso il Bosforo e i Dardanelli, riceve parte delle sue acque dal Mediterraneo.
La riapertura del varco di connessione con il Mediterraneo rialzò il livello del Mar Nero con un flusso superficiale di acqua salata, che, unita a quella afferente dai fiumi, creò uno strato idrico superficiale meno salato di quello già presente nel bacino. Per effetto della relativamente bassa velocità di innalzamento del livello, della modesta profondità del Bosforo e del fatto che lo strato inferiore era più denso, i due strati non si mescolarono, e quindi la condizione di diversa densità si è a oggi conservata.
Come condizione aggiuntiva di mare chiuso e orientato in direzione est-ovest, esso inoltre ha modeste correnti marine dovute all'effetto di Coriolis, che riguardano solo gli strati superficiali; questo mancato rimescolamento, evidenziato dalla permanenza di diverse densità saline dell'acqua, ha prodotto una quasi immobilità degli strati profondi, il mancato contatto di questi con l'atmosfera e, quindi, una condizione anossica di tali strati. Si ha quindi assenza di vita aerobia in profondità.
La velocità di cambiamento di livello del Mar Nero dopo l'apertura del varco del Bosforo (diversi centimetri al giorno) può avere provocato effetti devastanti sulle popolazioni residenti nelle basse pianure e sulle sponde del varco. La progressiva modifica di territorio dovuta alla modifica del livello dell'acqua e il fatto che tali eventi sono relativamente recenti (circa ottomila anni fa) può essere causa che tali eventi siano stati riportati nella memoria umana sotto forma di diluvio universale.

## Ambiente

### Fauna
Le aree umide costiere offrono riparo a molte specie marine e sono, inoltre, un importante punto di transito e nidificazione di numerose specie di uccelli. Il 75% degli uccelli presenti si concentra nella zona del delta del Danubio dove si trovano il marangone minore, l'oca collorosso (nidifica qui circa un decimo della popolazione mondiale), il pellicano bianco, il pellicano riccio e l'aquila dalla coda bianca. Nel Mar Nero sono presenti quattro specie di mammiferi: la foca monaca, a forte rischio di estinzione, e tre specie di delfini, il tursiope, il delfino comune e la focena comune.

#### Fauna ittica
Nel mar Nero sono presenti duecentouno specie di pesci, in maggioranza pesci ossei comprese sette di storioni mentre sono molto rari i pesci cartilaginei. La fauna ittica del mar Nero è composta da un insieme di specie marine provenienti dal mar Mediterraneo e specie di acqua dolce o salmastra originatesi nella Paratetide, queste ultime più diffuse nelle aree a minore salinità. Particolarmente diffusi sono i ghiozzi, con molte specie endemiche, e il genere Alosa. Negli anni '80 è stato introdotto lo ctenoforo alieno Mnemiopsis leidyi che ha causato un vero disastro ecologico e il crollo del pescato. M. leidyi infatti compete con gli stadi giovanili dei pesci nutrendosi di zooplancton e preda direttamente le larve dei pesci.

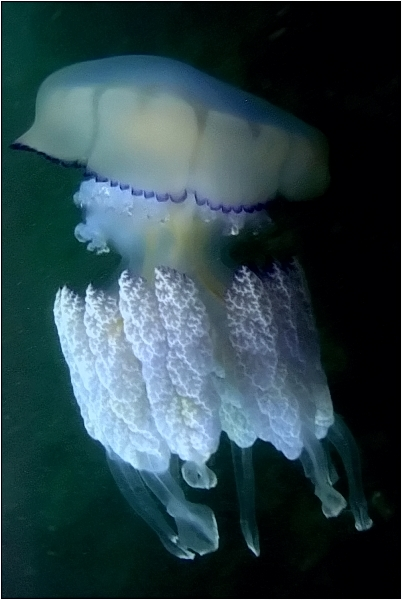
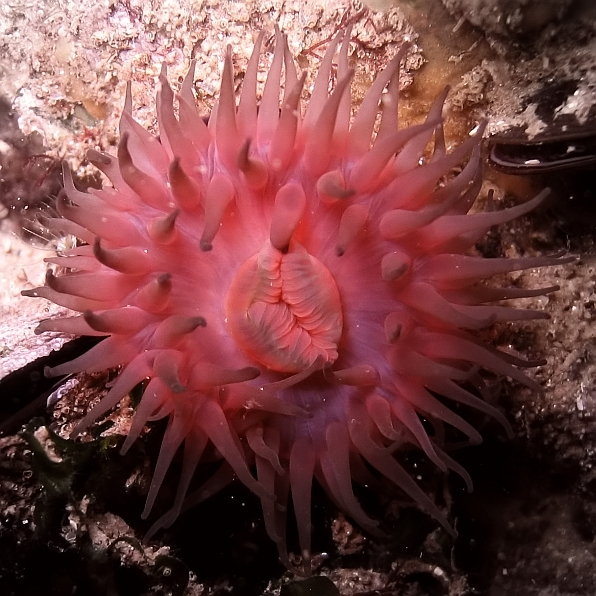
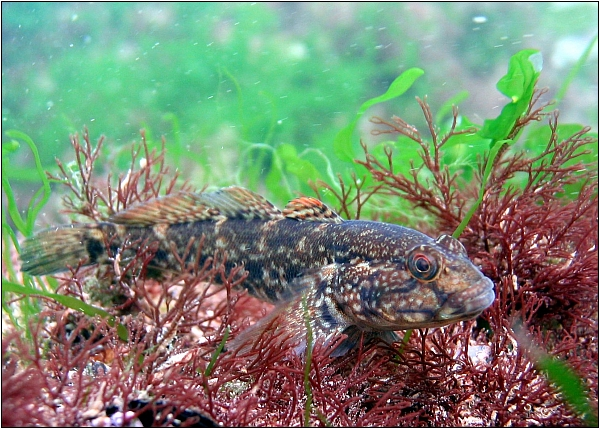
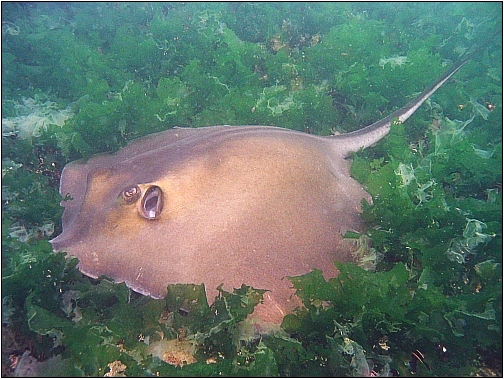

## Politica

### Paesi bagnati
Si affacciano sulle sue rive:
- Turchia
- Bulgaria
- Romania
- Ucraina
- Russia
- Georgia

Stato parzialmente riconosciuto :
- Abkhazia

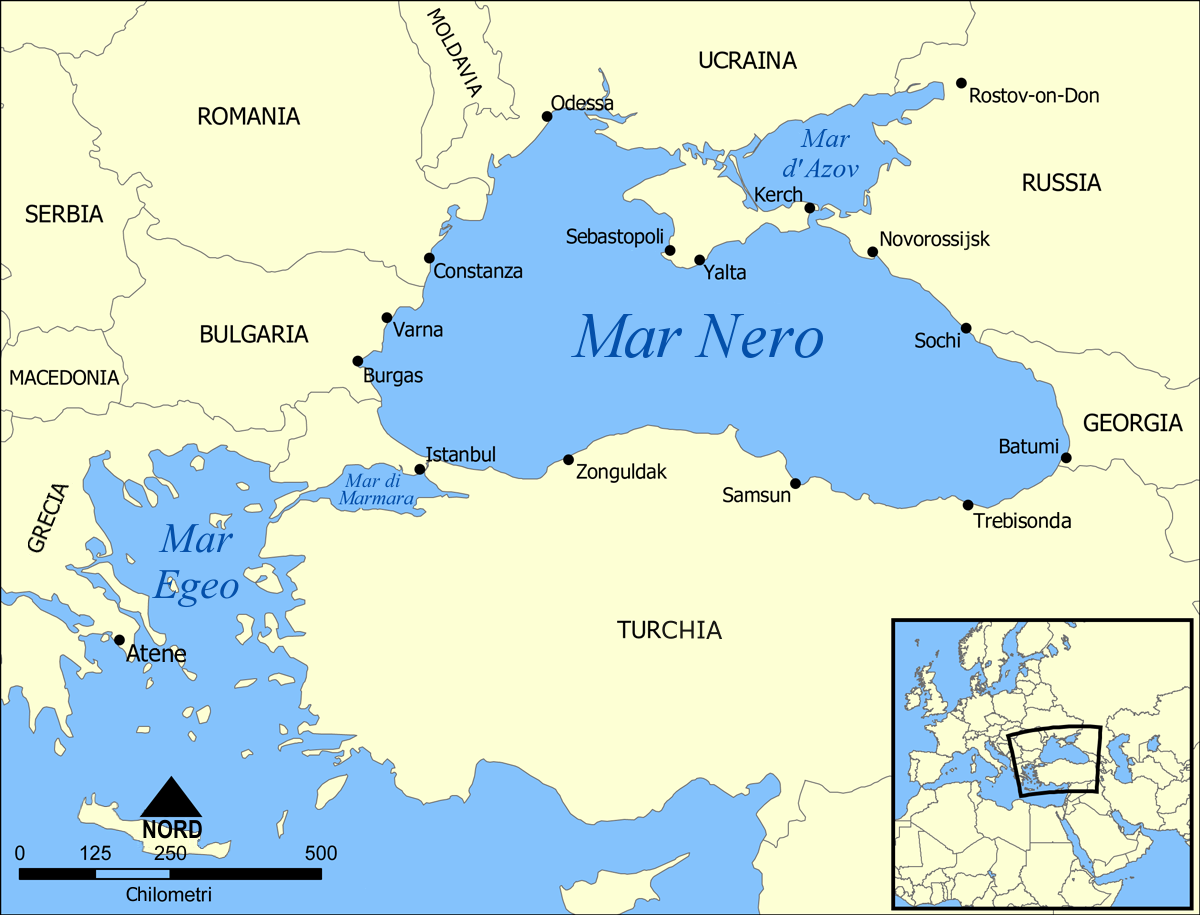
I paesi bagnati dal Mar Nero

I principali porti sviluppatisi sul Mar Nero tra il XIII e il XVII secolo

Le città più importanti sulle sue coste sono: Istanbul (precedentemente chiamata Costantinopoli e Bisanzio), Burgas, Varna, Costanza, Tulcea, Jalta, Čornomors'k, Odessa, Sebastopoli, Soči, Novorossijsk, Batumi, Trebisonda, Samsun, Zonguldak.

## Aspetti economici
I paesi litoranei pontici, insieme a Armenia, Azerbaigian, Grecia e Moldavia, nel 1992 hanno formato l'Organizzazione per la cooperazione economica del Mar Nero (in inglese Organisation of the Black Sea Economic Cooperation - BSEC) con sede a Istanbul. L'organizzazione ha lo scopo di sostenere lo sviluppo economico della regione.

## Aspetti ambientali

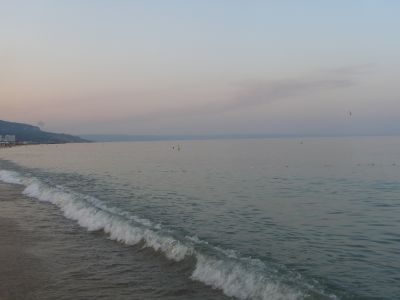
Costa bulgara

L'area del Mar Nero rientra nelle zone sotto tutela da parte dell'ACCOBAMS ("Agreement on the Conservation of Cetaceans of the Black Sea, Mediterranean Sea and Contiguous Atlantic Area") che stabilisce delle regole per la protezione dei cetacei e, nel caso del Mar Nero, dei tursiopi.